# Fantomas (film)
A Fantomas (Fantômas) 1964-ben bemutatott francia-olasz akció-vígjáték, André Hunebelle rendezésében, Jean Marais, Louis de Funès és Mylène Demongeot főszereplésével. Magyarországi mozibemutatója 1965. december 9., feliratos változatban vetítették.
Az eredetileg 1911-ben kisregényként induló, később összesen 43 részessé növekedett Fantomas krimisorozatnak több filmes feldolgozása volt a 20. század során. Többek között  Fejős Pál magyar filmrendező is forgatott egy Fantomas filmet, 1932-ben. Az 1960-as évek Fantomas filmjei elsöprő sikert hoztak Európában. Magyarországon és a keleti blokk országaiban hihetetlen népszerűségre tettek szert.

## A film előzményei

### A regénysorozat
Noha Fantomas, mint karakter az 1964-es filmig teljesen ismeretlen volt a magyar közönség számára, Franciaországban a róla szóló regények, majd filmek 1911 óta közismertek és igen népszerűek voltak.
A Fantomas (franciául Fantômas) eredetileg Marcel Allain (1885–1969) és Pierre Souvestre (1874–1914) krimisorozata volt. A két fiatal újságíró az azóta is működő Fayard kiadó főnökénél jelentkezett első művével. A mű eredeti címe Fantômus volt, ám a rövidlátó Fayard Fantômasnak olvasta és erre adta áldását. Az üzlet azonnal megköttetett, az első könyv 1911. február 10-én jelent meg. Miután meglepően sikeres lett, további regénysorozatra kaptak megbízást. 
A két szerző a következő két évben iparszerű mennyiségben, egyben a színvonal csökkenése nélkül ontotta a Fantomas regényeket. Közösen felvázolták a cselekményt, az egyes részleteket külön-külön kidolgozták, majd összefésülték. A tempó érdekében fonográfra rögzítették a szöveget, amit profi gépírók írtak át. 1911 és 1913 között a két szerző közösen 32 Fantomas kisregényt írt, az utolsó rész Fantomas halálával lezárja a történetet, valamint kiderül, Juve felügyelő valójában Fantomas ikertestvére. 
Pierre Souvestre 1914-ben tüdőgyulladásban fiatalon meghalt, majd hamarosan kitört a világháború. 1925-ben Allain újraindította a sorozatot. Noha igen termékeny munkásságának a Fantomas könyvek csak csekély töredékét tették ki, 1925 és 1948 között újabb tíz kisregényt adott ki, majd hosszabb szünet után, 1963-ban írta meg az utolsó Fantomas művet. 
A jó és a rossz örök küzdelmét a rossz győzelmével, a jó és az igazságszolgáltatás vereségével ábrázoló Fantomas sorozat a saját korában véresen komolynak, helyenként szadisztikusan kegyetlennek számított. A történetek karaktereinek nevei azonosak az 1964-es filmben láthatókkal, de személyiségjegyeik teljesen mások: 
- Fantomas, minden emberi érzést nélkülöző kegyetlen bűnöző, szadista sorozatgyilkos. Igazi neve ismeretlen, bárki arcvonásait magára tudja ölteni, minden esetben elmenekül, elfogni képtelenség.
- Juve felügyelő, a francia titkosrendőrség nyomozója, Fantomas esküdt ellensége. A 32. regényben kiderül, valójában Fantomas ikertestvére. Noha minden esetben majdnem sikerül Fantomast elfognia, végül mindig kudarcot vall.
- Jérôme Fandor, újságíró, eredeti neve Charles Rambert. Fantomas megölte a szüleit, majd a gyilkosságok gyanúját ráterelte. Juve felügyelő mentette meg a börtöntől, azóta Fantomas halálos ellensége. Az is lehet, hogy valójában Fantomas fia.
- Hélène, Fantomas zavaros életvitelű mostohalánya, később Fandor jegyese, aki apja és jegyese között ingadozik.
- Lady Beltham, Fantomas szeretője, férjét Fantomas ölte meg.

### Korai filmek és a rádiójáték
1913-ban és 1914-ben öt Fantomas némafilm készült Franciaországban, majd volt egy húsz részes amerikai némafilm-sorozat is, némileg eltérő karakterekkel . 1932 és 1949 között négy további francia hangosfilm is készült. 
Robert Desnos (1900-1945), 1933-ban rádiójátékot írt Complainte de Fantômas (Fantomas panasza)  címmel, a zenét hozzá Kurt Weill szerezte. 1976-ban Bozó László rendezésében Fantomas balladája címmel magyar nyelvű változata is készült Bárdy György (Fantomas), Csákányi László, Gábor Miklós, Kállai Ferenc, Koncz Gábor, Moór Marianna és Váradi Hédi szereplésével. A Fantomas balladája dalt  Bessenyei Ferenc énekli, Balassa P. Tamás orgonakíséretével. ). Első alkalommal 1976. december 26-án került adásba. .

## Az 1964-es film
A kék maszkot, fekete öltönyt, fekete inget és nyakkendőt viselő, korlátlan anyagi és a legmodernebb technikai eszközökkel, kiterjedt nemzetközi bűnszervezettel rendelkező, világuralmi szándékú, cinikus, fekete humorú, a James Bond filmek főgonoszaira emlékeztető Fantomas és az ütődött, vígjátéki karakterként ábrázolt Juve felügyelő ebben a formában az 1964-es filmben tűnik fel először. A komor hangulatú regényekkel és előző filmekkel ellentétben ez az első olyan feldolgozás, mely vígjátéki elemeket is tartalmaz. A regényekkel ellentétben a filmben Fantomas és ellenfelei között semmiféle rokoni, vagy korábbi személyes kapcsolat nincs.

## Cselekmény
Előkelő brit lord és párja érkezik egy párizsi ékszerboltba, ahol csekkel fizet egy milliókat érő kollekcióért. A vezetőség öröme korai a jó üzlet felett: a csekk tartalma eltűnik, helyette Fantomas kézjegye jelenik meg rajta. Juve felügyelő az immáron sokadik felháborító bűncselekmény után a televízió képernyőjén nyugtatja a lakosságot, miszerint a rendőrség őrködik, és hamarosan kézrekeríti Fantomast, az ezerarcú gazembert. 
A Le Point du Jour (A Pirkadat) című párizsi napilap szerkesztősége számára Fantomas kiváló téma, különösen Fandor újságíró foglalkozik vele kiemelten. Elhatározza, hogy a példányszám emelése érdekében fiktív interjút készít a gonosztevővel, melyet a menyasszonya, Hélène által készített fotókkal illusztrál. Az interjú országszerte nagy visszhangot kelt: Juve felügyelő személyesen teremti le Fandort és a főszerkesztőt a felelőtlen szenzációhajhászásért – Fantomas bombája azonban kissé megzavarja a beszélgetésüket. 
Juve úgy véli, ha Fandor valóban kapcsolatban áll Fantomassal, rajta keresztül a nyomára akadhat, így megfigyelteti az újságírót, akit azonban maga Fantomas raboltat el. Főhadiszállásán felelősségre vonja, hogy valótlanságokat írt róla, amit nehezen tűr. Fandor ellenáll, de a bűnöző emberei legyűrik. Fantomas alkut ajánl: elengedi Fandort, ha az újság címlapján megjelentet egy újabb cikket, ami méltó az ő bűnözői nagyságához. Fandornak nincs más választása, de miután Fantomas elengedi, Juve gyanút fog, hogy Fandor Fantomassal szövetkezik, ezért lecsukatja. 
Míg ő a hűvösön ül, a főszerkesztő valóban lehoz egy újabb cikket, de ez csak még jobban felbőszíti Fantomast, aki ezután úgy dönt, hogy Fandor arcmásában követ el újabb gaztetteket. Mielőtt nekifog tervének ismét elraboltatja Fandort. A kastélyban bemutatja neki partnerét, Lady Beltham-et, majd közli vele, az akció végéig nem távozhat. 
Fantomas Fandor maszkjában először a Párizsi Ékszerészek Szövetségének koktélpartiján csap le, amit éppen Juve felügyelő és csapata biztosít – mindhiába. Juve üldözöbe veszi a gazfickót, akiben – mielőtt az helikopterrel meglépne – felismeri Fandort. Közben Fantomas emberei elrabolják Hélène-t is. Juve felügyelő elégedetten jelenti be a televízióban, hogy leleplezte Fantomas kilétét, aki nem más, mint Fandor, a közismert és népszerű újságíró. Fantomas rejtekhelyére visszatérve beszámol Fandornak a sikeres akcióról, és megnyugtatja hogy Hélène miatt sem kell aggódnia, hacsak azért nem, mert ő bizony szemet vetett rá. A beszélgetés alatt Fandor észrevétlenül bekapcsolja Lady Beltham telefonvonalát, aki így értesül Fantomas csalárd magánéleti tervéről, és nem tűnik boldognak. 
Fantomas ezután Juve felügyelő megleckéztetésére készül: az ő arcmását használva kergeti szét géppisztollyal és kézigránáttal egy mozi közönségét. A tanúkat felkérik a tettes fantomképének rekonstruálására, ami nem várt eredményt hoz. Juve elképedve megy haza és nyugtalanul alussza át az éjszakát. Ezalatt Fantomas ismét lecsap, ezúttal egy kaszinót rabol ki, ismét Juve-nek maszkírozva. A bűntény helyszínére hamarosan megérkezik a felügyelő, akit a megdöbbent tanúk az elkövetővel azonosítanak. Juve kollégáinak nincs más választása, mint hogy őrizetbe vegyék főnöküket. 
Fandor és Hélène egy hegyi úton egy autóban ébrednek fel: meglepetésükre Lady Beltham segített nekik kiszabadulni. Örömük nem tart sokáig: kiderül, hogy az autó fékje nem működik, de Fandor végül bravúros manőverekkel elkerüli a balesetet és megmenekülnek. Azonnal a rendőrségre sietnek, ahol Bertrand felügyelő viszont nem hiszi el a vallomásukat, és Fandort Juve mellé záratja.
Reggel egy idős börtönőr jön értük, majd elviszi őket egy rabomobilban. Mikor átülnek egy személykocsiba, felfedi kilétét, ő Fantomas. A rendőrség is felfedezi, hogy üres a cella, az öreg börtönőrt meg leütötték, ezután helikopterrel és motorosrendőrökkel Fantomas nyomába erednek. Az üldözés autón, motorkerékpáron, lopott autón, helikopteren, tehervonaton és motorcsónakon is folytatódik. Az utolsó pillanatban azonban Fantomas kicsúszik az üldözők markából és egy tengeralattjárón alámerül, Fandort és Juve felügyelőt Hélène menti meg egy gumicsónakkal...

## Szereposztás
Jean Marais alakításai: Fandor, újságíró. Fantomas mint maszk nélküli önmaga, mint Lord Shelton, mint Fandor, mint öreg börtönőr. A francia eredeti hangsávon Fantomas nem Jean Marais, hanem Raymond Pellegrin hangján szólal meg.  
| Szerep                               | Színész             | Magyar hangja (1. szinkron, 1983) |
| ------------------------------------ | ------------------- | --------------------------------- |
| Juve felügyelő                       | Louis de Funès      | Haumann Péter                     |
| Fantômas / Fandor újságíró           | Jean Marais         | Lőte Attila                       |
| Hélène, az újságíró menyasszonya     | Mylène Demongeot    | Fehér Anna                        |
| Bertrand felügyelő, Juve helyettese  | Jacques Dynam       | Csurka László                     |
| Főszerkesztő, Fandor újságíró főnöke | Robert Dalban       | Képessy József                    |
| Lady Beltham, Fantomas bűntársa      | Marie-Hélène Arnaud | (néma szerep)                     |
| Leo felügyelő                        | Michel Duplaix      | Soós László                       |
| Fantomas embere                      | Henri Attal         | (n. a.)                           |
| Fantomas embere                      | Dominique Zardi     | (n. a.)                           |
| Fantomas eredeti francia hangja      | Raymond Pellegrin   | Lőte Attila                       |

## Külső hivatkozások
- Fantomas a PORT.hu-n (magyarul)
- Fantomas az Internetes Szinkronadatbázisban (magyarul)
- Fantomas az Internet Movie Database-ben (angolul)
- Fantomas a Rotten Tomatoeson (angolul)
- Fantomas a Box Office Mojón (angolul)